# Le valli della solitudine
Le valli della solitudine (Mrs. Mike) è un film del 1949 diretto da Louis King.
È un film drammatico statunitense con Dick Powell, Evelyn Keyes, J.M. Kerrigan, Angela Clarke e Will Wright. È basato sul romanzo del 1947  Mrs. Mike: The Story of Katherine Mary Flannigan di Benedict e Nancy Freedman. Il romanzo ed il film sono ispirati, a loro volta, alle avventure di Mrs. Michael (Katherine Mary) Flannigan, una donna che dalla città si trasferì nelle selvagge zone settentrionali del Canada agli inizi del 1900.

## Produzione
Il film, diretto da Louis King su una sceneggiatura di DeWitt Bodeen e Alfred Lewis Levitt e un soggetto di Benedict Freedman e Nancy Freedman (autori del romanzo), fu prodotto da Edward Gross per la Huntington Hartford Productions e la Regal Films e girato a Big Bear Lake e a Cedar Lake (Big Bear Valley, San Bernardino National Forest) e nei Nassour Studios a Hollywood, in California, da fine marzo all'inizio di giugno 1949 e dal 22 giugno a metà luglio 1949. Il film doveva originariamente essere interpretato da June Allyson, moglie di Dick Powell. Powell reinterpretò lo stesso personaggio in un episodio della serie radiofonica antologica Lux Radio Theatre trasmesso nell'aprile del 1950.

## Distribuzione
Il film fu distribuito con il titolo Mrs. Mike negli Stati Uniti dal 23 dicembre 1949 al cinema dalla United Artists.
Altre distribuzioni:
- in Francia il 5 gennaio 1951 (Une femme dans le grand Nord)
- in Svezia il 29 gennaio 1951 (Nordlandets dotter)
- in Finlandia il 4 aprile 1952 (Elämäntoverit)
- in Danimarca il 18 gennaio 1956 (Lille fru Mike)
- in Belgio (De odyssee van Mrs. Mike)
- in Belgio (Mrs. Mike ou l'odyssée de Cathy)
- in Italia (Le valli della solitudine)
- nei Paesi Bassi (Het kind dat haar gegeven werd)

## Critica
Secondo il Morandini il film è "una storia semplice e un po' smorta" che risulta avere, comunque, un suo stile. (Mario Luzi)